# Copo na Mão
"Copo na Mão" é o segundo single da dupla Munhoz & Mariano. Incluído no álbum "Nunca Desista - Ao Vivo No Estádio Prudentão".

## Lista de faixas
| Download digital |               |         |  |
| N.º              | Título        | Duração |  |
| 1.               | "Copo na Mão" | 2:50    |  |

## Desempenho nas tabelas musicais
| Tabela musical (2014)                     | Melhor posição |
| ----------------------------------------- | -------------- |
| Brasil - Billboard Brasil Hot 100 Airplay | 24             |